# Michaël Lambert (écrivain)
Pour les articles homonymes, voir Michaël Lambert et Lambert.
Michaël Lambert, né le 23 octobre 1975 à La Hestre (province de Hainaut), est un écrivain, poète, dramaturge et scénariste de bande dessinée belge.

## Biographie
Michaël Lambert naît le 23 octobre 1975 à La Hestre,.
Sa pièce Ali, l’invincible obtient le prix de l’aide à la création et le prix de la SACD lors du concours de l’Union des Artistes 2005,. En 2006, il participe à l’écriture collective de la pièce Microsouft world, mise en scène par Alexandre Drouet. Sa pièce Achille et Sarabelle est sélectionnée aux rencontres Jeunes Publics de Huy en 2007. Il écrit encore la pièce Buiten, quand j’ai démissionné, j’ai embrassé ma femme et ma fille présentée à Liège en 2012 dans une mise en lecture de Luc Baba.
Sa nouvelle Pachyderme Péril obtient le deuxième prix du concours 2010 de la Maison de la Francité. Des extraits de son recueil de poésies Extinction de l’espace humain sont lus en 2010 au Centre Wallonie-Bruxelles à Paris.
Michaël Lambert travaille dans la production de théâtre jeune public et anime des ateliers d’écriture pour l’ASBL ImaginAction. Il co-organise pour le plaisir des soirées littéraires décontractées et familiales : les bolos-lectures. Il travaille pendant 6 ans au soutien et à la mise en place d'animations littéraires dans le réseau des bibliothèques de la province de Liège. Il s’implique dans plusieurs initiatives qui fédèrent des artistes liégeois dont le Comptoir des Ressources Créatives, KulturA, le Collectif des Écrivains liégeois et La Slamerie,,.
Depuis 2009, il participe régulièrement à des performances poétiques et à des scènes slam, où il est connu sous le pseudonyme de L'Homme chouette,. Le 28 mars 2014, il donne une lecture-performance de son recueil de poésie Ma petite boucherie (Éditions Maelström). Le 17 octobre 2015, il est finaliste du championnat de Belgique de slam à Bruxelles. Il remporte le 15 avril 2016 la deuxième édition de Lucha Libro, catch littéraire, au centre culturel de Waremme, avec son personnage de l'Ours qui danse. Depuis juin 2017, il présente sur scène (Blue-Sphère, KulturA...) un projet de spoken word, intitulé Des Humains Chouettes, avec Mike Fodsey (guitare) et Tom Malmendier (batterie).
Il publie plusieurs romans pour adultes, aux éditions Murmure des soirs : Mad (2016) et Femmes de Rops (2018) ; et aux éditions Cactus inébranlable : Buiten, quand j’ai démissionné, j’ai embrassé ma femme et ma fille (2018). La collection « iF » dirigée par Antoine Wauters à L’Arbre à paroles accueille dans son catalogue le dernier recueil du poète liégeois intitulé : Mon corps d'avant en 2024. Il sort Le Jardinier poète en 2025
Il anime des « Rencontres inspirantes » en ligne. Il participe à des apéros littéraires.
Par ailleurs, il explore les nouvelles voies de partage de la littérature. Il s’investit encore dans la promotion et la création de récits inspirants, convaincu que les changements sociétaux ont besoin d’être nourri par des imaginaires créatifs.
Il est membre de l'Association des écrivains belges de langue française.

### En bande dessinée
Comme scénariste de bande dessinée, il intègre la naissante collection « Sport by Dupuis » en 2019, consacrée aux grand clubs de football européens dont Standard de Liège,. Il écrit le scénario de la série Standard de Liège pour le dessinateur David Rosel. La série compte deux tomes en 2021.

### Vie privée
Il vit à Liège où il est très impliqué dans la vie associative et culturelle. Il y prend aussi plaisir à regarder ses enfants grandir.

## Publications

### Ouvrages
- Ma petite boucherie, poésie, MaelstrÖm reEvolution, 2014  (ISBN 978-2-87505-174-5)
- Mad[15], roman, Esneux, Murmure des soirs, 2016  (ISBN 978-2-930657-3-18)
- Ô livres, ô citoyens, préface de Dominique Dauby, Liège, Les Territoires de la mémoire, 2017  (ISBN 978-2-930408-36-1)
- Femmes de Rops[16], Murmure des soirs, 2018  (ISBN 978-2-930657-47-9)
- Buiten[17], roman, Cactus Inébranlable, 2018  (ISBN 978-2-930659-86-2)
- Un esprit vert dans un corsaire, aphorismes, Cactus Inébranlable, coll. « P'tit Cactus », 2021  (ISBN 978-2-39049-052-4)
- La Vengeance (du Pangolin), poésie, MaelstrÖm reEvolution, 2023  (ISBN 978-2-87505-468-5)
- Mon corps d'avant[8], poésie, Amay, L'Arbre à paroles, coll. « if », 2024  (ISBN 978-2-87406-747-1).
- Le Jardinier poète[9], poésie, MaelstrÖm reEvolution, coll. « rookleg », 2025  (ISBN 978-2-87505-522-4)

### Livres numériques
- Des humains chouettes, 2019 (ASIN B07JJT26Q3)

### Collectifs
- C'est écrit près de chez vous !, Liège, Éditions de la Province de liège, 2019  (ISBN 978-2-39010-125-3).

### Albums de bande dessinée

#### Standard de Liège
- 1. Au cœur de Sclessin, Dupuis, coll. « Sport Collection », Marcinelle, 29 novembre 2019
Scénario : Michaël Lambert - Dessin : David Rosel - Couleurs : David Rosel, Philippe Ory -  (ISBN 979-10-34730-96-4)
- 2. Tous ensemble !, Dupuis, coll. « Sport Collection », Marcinelle, 26 mars 2021
Scénario : Michaël Lambert - Dessin : David Rosel - Couleurs : Philippe Ory -  (ISBN 979-10-34748-38-9)

## Prix et récompenses
- 2017 : Lauréat d'une bourse Découverte de la Fédération Wallonie-Bruxelles[2].